# 学園町 (弘前市)
学園町（がくえんちょう）は、青森県弘前市の地名。郵便番号は036-8152。

## 地理
北は北園、北東から東にかけて清原、東南から南にかけて安原、南から南西にかけて松原東・松原西・中野四丁目、西は三岳町、西北は豊原に接する。

## 歴史

### 沿革
- 1968年（昭和43年） - 取上から分離、学園町になる。

### 地名の由来
当地に弘前大学関係の建物があることから。

## 世帯数と人口
2017年（平成29年）6月1日現在の世帯数と人口は以下の通りである。
| 大字   | 世帯数  | 人口  |
| ------ | ------- | ----- |
| 学園町 | 194世帯 | 294人 |

## 施設

### 教育
- 弘前大学教育学部附属幼稚園
- 弘前大学教育学部附属小学校
- 弘前大学教育学部附属中学校

## 小・中学校の学区
市立小・中学校に通う場合、学区は以下の通りとなる。
| 大字   | 番・番地 | 小学校             | 中学校           |
| ------ | -------- | ------------------ | ---------------- |
| 学園町 | 全域     | 弘前市立松原小学校 | 弘前市立南中学校 |

## 交通
- 弘南バス
  - 学園町、付属小学校（弘前駅 - 学園町線）停留所。

＊学園町の入口と、学園町の奥にあるロータリーに位置し、学園町線の終点である。